# Kepler-Gleichung

Darstellung des Zusammenhangs zwischen der exzentrischen und der mittleren Anonmalie als Maß für die Zeit gemäß der Kepler-Gleichung für verschiedene Werte der numerischen Exzentrizität.

Die Kepler-Gleichung beschreibt in der Astronomie den Zusammenhang zwischen der exzentrischen Anomalie und der mittleren Anomalie, die in der Gleichung die Zeit repräsentiert. Die exzentrische Anomalie ist eine Zwischengröße zur Berechnung der wahren Anomalie, der Winkelkoordinate der Position eines Himmelskörpers bezogen auf den Zentralkörper.
Johannes Kepler hat die Gleichung aus seinen beobachtungsbasierten keplerschen Gesetzen hergeleitet. Sie lautet:
{\displaystyle E-e\sin E=M}.
Zwischen exzentrischer Anomalie {\displaystyle E} und wahrer Anomalie {\displaystyle V} besteht folgender Zusammenhang:

{\displaystyle V=2\arctan \left({\sqrt {\frac {1+e}{1-e}}}\tan {\frac {E}{2}}\right)}

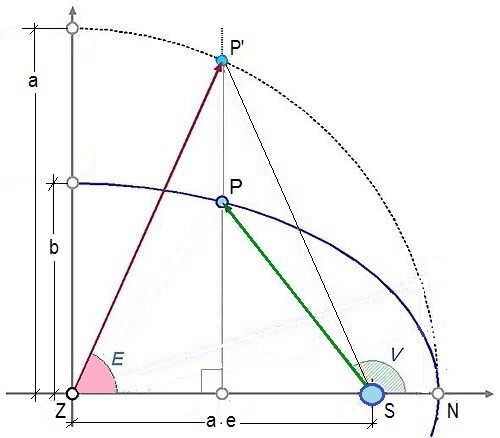
Geometrische Darstellung der Variablen aus der Kepler-Gleichung und ihrer Zusammenhänge.

In diesen Gleichungen bedeuten, wie in der nebenstehenden Grafik dargestellt:
- {\displaystyle P} die Position des Himmelskörpers auf der elliptischen Umlaufbahn mit dem Perihel in {\displaystyle N} um den Zentralkörper {\displaystyle S}.
- {\displaystyle e} die numerische Exzentrizität der elliptischen Bahn.
- {\displaystyle V} die wahre Anomalie. Diese gibt den Winkel an, den der Himmelskörper {\displaystyle P} aus Sicht des Zentralkörpers {\displaystyle S} relativ zum Perihel {\displaystyle N} einnimmt.
- {\displaystyle E} die exzentrische Anomalie, von Kepler als Exzentrische bezeichnet. Sie bemisst den Winkel zwischen der Periapsislinie und der Radiuslinie des Umkreises, der die Projektion {\displaystyle P^{'}} von {\displaystyle P} auf den Umkreis parallel zur kleinen Ellipsenachse schneidet.

Außerdem ist 
{\displaystyle M}  die mittlere Anomalie, eine Winkelgröße, welche die für die Anwendung normalisierte Zeit repräsentiert und über die Gleichung {\displaystyle M=2\pi {\frac {t}{T}}} mit der Zeit {\displaystyle t} (Passage der Periapsis bei  {\displaystyle t=0}) und der Periodendauer {\displaystyle T} eines Umlaufs verknüpft ist.

## Geometrische Begründung der Kepler-Gleichung
Zur Begründung der Kepler-Gleichung berechnet man die vom Fahrstrahl überstrichene Fläche {\displaystyle A} und verwendet das zweite Keplersche Gesetz.
Die Fläche {\displaystyle A} innerhalb des Winkels {\displaystyle V} (wahre Anomalie) und der Ellipse ist die Differenz des Ellipsensektors und des Dreiecks mit den Eckpunkten S, Z und P.
Eine Ellipse mit den Halbachsen {\displaystyle a} und {\displaystyle b} kann man als einen gestauchten Umkreis auffassen (Affinität), bei dem die Strecken parallel zur kleinen Halbachse um den {\displaystyle {\tfrac {b}{a}}} Faktor verkürzt sind. Flächen sind ebenfalls um diesen Faktor verkleinert. Der Kreissektor mit dem Winkel {\displaystyle E} hat die Fläche {\displaystyle {\tfrac {1}{2}}a^{2}E}. Gestaucht um den Faktor {\displaystyle {\tfrac {b}{a}}} ergibt sich der Ellipsensektor. Das Dreieck mit den Eckpunkten S, T und P' hat die Basislänge {\displaystyle ea} und die Höhe {\displaystyle a\sin E}. Gestaucht um den Faktor {\displaystyle {\tfrac {b}{a}}} ergibt sich das Dreieck mit den Eckpunkten S, Z und P und der Höhe {\displaystyle b\sin E}.
Somit ist die Differenzfläche als Funktion von E:
{\displaystyle A(E)={\frac {b}{a}}{\frac {1}{2}}a^{2}E-{\frac {1}{2}}ea\cdot b\sin E={\frac {ab}{2}}(E-e\sin E)}.
Nach dem zweiten keplerschen Gesetz werden in gleichen Zeitabschnitten gleich große Flächen überstrichen. Dies lässt sich auch damit formulieren, dass die Fläche zur Zeit proportional ist und linear zunimmt ({\displaystyle A\propto t}).
Die Differenzfläche A, die mit der zur wahren Anomalie gehörenden Teilfläche der Ellipse identisch ist, lautet als Funktion der Zeit t:
{\displaystyle A(t)=\pi ab{\frac {t}{T}}}.
{\displaystyle \pi ab} ist die volle Ellipsenfläche die nach der Umlaufzeit T überstrichen ist.
Gleichsetzen von {\displaystyle A(t)} und {\displaystyle A(E)} liefert die Beziehung zwischen der exzentrischen Anomalie E und der Zeit t:
{\displaystyle \pi ab{\frac {t}{T}}={\frac {ab}{2}}(E-e\sin E)}
und nach Kürzen ergibt sich die Kepler-Gleichung
{\displaystyle 2\pi {\frac {t}{T}}=E-e\sin E},
wobei man die linke Seite als mittlere Anomalie {\displaystyle M} oder "normierte Zeit" bezeichnet.

## Das zweite keplersche Gesetz, das newtonsche Gravitationsgesetz und die Drehimpulserhaltung
Die Keplergleichung beruht auf dem  zweiten keplerschen Gesetz, welches von im gleichen Kontext (Zweikörperproblem) angewendeten newtonschen Gravitationsgesetz bestätigt wird:
- Die zwischen den beiden Körpern wirkende Gravitationskraft ist demnach zum gegenseitigen Abstand {\displaystyle r} mit {\displaystyle 1/r^{2}} proportional.

Diese physikalische Aussage deckt sich also mit dem für eine elliptische Bahn (erstes keplersches Gesetz) durch Beobachtungen gefundenen Flächensatz (zweites keplersche Gesetz):
- Die von einem Fahrstrahl in gleichen Zeitdifferenzen überstrichenen Flächen sind gleich groß, wenn der zur Gravitationskraft proportionale, in einer dieser Zeitdifferenzen zurückgelegte Bahnbogen im umgekehren Verhältnis zum Quadrat des Abstandes {\displaystyle r} steht.

Das zweite keplersche Gesetz war die erste Formulierung des Gesetzes, das wir heute als Drehimpulserhaltung kennen: Wenn keine äußeren Kräfte wirken, bleibt der Drehimpuls in einem physikalischen System unverändert, unabhängig von Änderungen der Wechselwirkung innerhalb. Wird nämlich der Abstand {\displaystyle r} eines Planeten von seinem Zentralkörper und damit sein Trägheitsmoment größer/kleiner, so verkleinert/vergrößert sich entsprechend seine Umlaufgeschwindigkeit {\displaystyle \omega }.

## Lösungs-Methoden der Keplergleichung
Die Kepler-Gleichung ist nicht in geschlossener Form nach der exzentrischen Anomalie {\displaystyle E(t)} auflösbar. Beispiele dafür, wie {\displaystyle E(t)} mit ihr aus der mittleren Anomalie {\displaystyle M(t)=2\pi {\frac {t-t_{P}}{U}}} ermittelt werden kann:
1. {\displaystyle E-M} ist eine ungerade, mit {\displaystyle 2\pi } periodische Funktion in {\displaystyle M}. Als solche lässt sie sich in eine Fourierreihe entwickeln, die für alle {\displaystyle M\in \mathbb {R} } und {\displaystyle e\in \mathbb {R} } konvergiert, und zwar ist
{\displaystyle F(M):=E-M=e\sin(E)=2\sum _{n=1}^{\infty }{\frac {J_{n}(ne)}{n}}\sin(nM)}
mit {\displaystyle J_{n}} als Bessel-Funktion erster Gattung {\displaystyle n}-ter Ordnung.[4][5]

Aus den Werten {\displaystyle F(M^{\prime })} für {\displaystyle M'\in [0,\pi ]} lassen sich alle anderen Werte {\displaystyle F(M)} leicht berechnen:
{\displaystyle F(M)=sF(sM')}
mit {\displaystyle k:={\bigl \lfloor }{\tfrac {M}{\pi }}{\bigr \rfloor }\in \mathbb {Z} } (Gaußklammer), {\displaystyle s:=(-1)^{k}\in \{1,-1\}} und {\displaystyle M':=M-\left(k+{\tfrac {1-s}{2}}\right)\cdot \pi \in [-\pi ,\pi ]}, sodass {\displaystyle s\cdot M'\in [0,\pi ]}.
2. Eine Nullstelle {\displaystyle E} der Funktion
{\displaystyle f(E)=E-e\sin(E)-M}
ist eine Lösung der Keplergleichung.
Die Nullstelle kann etwa mit dem Newton-Verfahren wie folgt numerisch berechnet werden:
{\displaystyle E_{n+1}=E_{n}-{\frac {f(E_{n})}{f'(E_{n})}}=E_{n}-{\frac {E_{n}-e\sin(E_{n})-M}{1-e\cos(E_{n})}}}
Für die meisten elliptischen Bahnen ist der Anfangswert {\displaystyle E_{0}=M} geeignet.
Für Exzentrizitäten {\displaystyle 0{,}8<e<1} kann {\displaystyle E_{0}=\pi } genommen werden.
3. Ein stabileres, aber langsamer konvergierendes Verfahren beruht auf dem banachschen Fixpunktsatz:[6]
{\displaystyle E_{0}=M}
{\displaystyle E_{n+1}=M+e\sin(E_{n})}
4. Für kleine Exzentrizität {\displaystyle e} kann {\displaystyle E} auch folgendermaßen approximiert werden:[7]
{\displaystyle E=M+e\sin(M)+{\frac {1}{2}}e^{2}\sin(2M)}
Der Fehler ist hierbei von der Größenordnung {\displaystyle {\mathcal {O}}(e^{3})}. Bei der Erde und ihrer Exzentrizität {\displaystyle e=0{,}0167} liegt der Fehler für begrenzte Zeiträume hinter der 5. Kommastelle.
5. Eine Auflösung für {\displaystyle e<1} nach Art der Lagrangeschen Inversionsformel ist die Maclaurin-Reihe in {\displaystyle M}
{\displaystyle {\begin{aligned}E={\frac {1}{1-e}}\cdot M&-{\frac {e}{(1-e)^{4}}}\cdot {\frac {M^{3}}{3!}}+{\frac {(e+9e^{2})}{(1-e)^{7}}}\cdot {\frac {M^{5}}{5!}}-{\frac {(e+54e^{2}+225e^{3})}{(1-e)^{10}}}\cdot {\frac {M^{7}}{7!}}\\&+{\frac {(e+243e^{2}+4131e^{3}+11025e^{4})}{(1-e)^{13}}}{\frac {M^{9}}{9!}}-{\frac {(e+1008e^{2}+50166e^{3}+457200e^{4}+893025e^{5})}{(1-e)^{16}}}\cdot {\frac {M^{11}}{{11}!}}\\&+{\frac {(e+4077e^{2}+520218e^{3}+11708154e^{4}+70301925e^{5}+108056025e^{6})}{(1-e)^{19}}}\cdot {\frac {M^{13}}{{13}!}}\mp \cdots \end{aligned}}}
die für {\displaystyle |M|<\cosh ^{-1}(e^{-1})-{\sqrt {1-e^{2}}}} linear konvergiert.
Ist also {\displaystyle 0\leq e<0{,}031803066}, dann konvergiert sie für {\displaystyle |M|\leq \pi } linear.
Die Koeffizienten der Zähler-Polynome in {\displaystyle e} sind in der Folge A306557 in OEIS festgehalten.

## Rechnen mit der Kepler-Gleichung

### Mittlere Anomalie >>> wahre Anomalie
Für einen Himmelskörper auf einer Keplerbahn soll für den Zeitpunkt {\displaystyle t} beziehungsweise für die zugehörige mittlere Anomalie {\displaystyle M(t)} der Ort beziehungsweise die wahre Anomalie {\displaystyle T(t)} ermittelt werden:
Mit Hilfe der Kepler-Gleichung wird aus der mittleren Anomalie {\displaystyle M(t)} zuerst die exzentrische Anomalie {\displaystyle E(t)} ermittelt (siehe oben). Aus Letzterer folgt die wahre Anomalie {\displaystyle T(t)} nach einer der folgenden Beziehungen:
{\displaystyle \tan \left({\frac {T}{2}}\right)={\sqrt {\frac {1+e}{1-e}}}\tan \left({\frac {E}{2}}\right)}
oder
{\displaystyle \cos(T)={\frac {a\cos(E)-ae}{a-ae\cos(E)}}={\frac {\cos(E)-e}{1-e\cos(E)}}}
Hier ist {\displaystyle ae={\sqrt {a^{2}-b^{2}}}} die lineare Exzentrizität der Bahnellipse. 
Zum Auflösen nach {\displaystyle T} ist jeweils eine Unterscheidung der Fälle {\displaystyle 0\leq E\leq \pi } und {\displaystyle \pi \leq E\leq 2\pi } nötig.
Anmerkung: Der Nenner der zweiten Formel gibt gerade den Abstand {\displaystyle r} des Himmelsobjekts zum Brennpunkt {\displaystyle S} an:
{\displaystyle r=a-ae\cos(E)}

### Wahre Anomalie >>> mittlere Anomalie
Für einen Himmelskörper auf einer Keplerbahn mit der wahren Anomalie {\displaystyle T} soll die mittlere Anomalie {\displaystyle M(T)} bzw. der zugehörende Zeitpunkt {\displaystyle t(t)} bestimmt werden.
Es handelt sich um die zur obigen umgekehrte Rechenarbeit.
Ausgehend von {\displaystyle t} ergibt sich zuerst die exzentrische Anomalie zu
{\displaystyle E=2\arctan _{\tfrac {t}{2}}\left({\sqrt {\frac {1-e}{1+e}}}\tan \left({\frac {t}{2}}\right)\right)}
Der Lageparameter-Index {\displaystyle {\tfrac {t}{2}}} bei {\displaystyle \arctan } gibt denjenigen Wert des Arkustangens zurück, der diesem ({\displaystyle {\tfrac {t}{2}}}) am nächsten liegt (siehe Arkustangens mit Lageparameter).
Die Kepler-Gleichung liefert die {\displaystyle E} zugehörige mittlere Anomalie
{\displaystyle M(t)=E(t)-{\frac {180^{\circ }}{\pi }}e\sin E(t)}
Aus der linearen Gleichung für {\displaystyle M(t)} folgt schließlich der Zeitpunkt {\displaystyle t}:
{\displaystyle t={\frac {M-M_{0}}{M}}}
Beispiel zuwahre Anomalie >>> Zeitpunkt
Passagezeiten der vier Erdbahnellipsen-Scheitel:

Die für die Erde gültigen Bahnelemente sind unter mittlere Kepler-Elemente angegeben. Die im Verweisartikel verwendete Zeit {\displaystyle T} ist in Julianischen Jahrhunderten gerechnet. Hier wird {\displaystyle t} in Tagen gemessen, sodass die linearen Koeffizienten der Zeit {\displaystyle T} durch 36525 zu teilen sind, um {\displaystyle {\dot {M}}} und {\displaystyle {\dot {e}}} zu erhalten. Die sehr langsame Änderung der numerischen Exzentrizität wird allerdings vernachlässigt ({\displaystyle {\dot {e}}=0}). Der Nullpunkt der Zeit {\displaystyle T} – und damit auch von {\displaystyle t} – ist der 1. Januar 2000, 12:00 UT. Die wahre Anomalie bei Perihelpassage der Erde im Jahr 2000 ist gleich 360° (nicht null!), im Jahr 2001 gleich 720° usw.
|                                                 | Perihel 2000 | Frühlings- Nebenscheitel | Aphel   | Herbst- Nebenscheitel | Perihel 2001 |
| Wahre Anomalie {\displaystyle T/^{\circ }}      | 360          | 450                      | 540     | 630                   | 720          |
| Zeit {\displaystyle t/{\text{d}}}               | 2,511        | 91,883                   | 185,140 | 278,398               | 367,770      |
| Zeitabstand {\displaystyle \Delta t/{\text{d}}} |              | 89,372                   | 93,258  | 93,258                | 89,372       |

Der Abstand zwischen den mittleren Perihelpassagen (anomalistisches Jahr) beträgt {\displaystyle J_{an}={\frac {360^{\circ }}{\dot {M}}}=365{,}260\ {\text{d}}}. Die so berechneten mittleren Perihelzeiten können sich um mehrere Tage vom realen (vor allem mondgestörten) Wert unterscheiden.

### Wahre Anomalie >>> Bahnradius
Mit der wahren Anomalie {\displaystyle T} wird die Richtung eines Himmelskörpers auf seiner Keplerbahn für den Zeitpunkt {\displaystyle t} angegeben. Die zugehörende Entfernung – der Bahnradius – ist wie folgt berechenbar:
{\displaystyle r=r(T(t))=r(t)=a{\frac {1-e^{2}}{1+e\cos(T)}}}
{\displaystyle r\!:} Entfernung (Bahnradius)
{\displaystyle a\!:} große Halbachse der Ellipse
{\displaystyle e\!:} numerische Exzentrizität
{\displaystyle T\!:} wahre Anomalie

### Wahre Anomalie >>> Bahngeschwindigkeit
Die zeitliche Änderung der wahren Anomalie entspricht der Winkelgeschwindigkeit {\displaystyle \omega } in Bezug auf das Gravizentrum. Die Normalkomponente der Geschwindigkeit folgt also direkt aus
{\displaystyle v_{\perp }={\dot {T}}\cdot r}
Die Radialgeschwindigkeit ist die Änderung des Bahnradius mit der Zeit:
{\displaystyle v_{r}={\dot {r}}}
Für die Bahngeschwindigkeit oder Orbitalgeschwindigkeit {\displaystyle v} folgt dann {\displaystyle v^{2}=v_{\perp }^{2}+v_{r}^{2}}
{\displaystyle v=v(T(t),r(t))=v(t)={\sqrt {({\dot {T}}r)^{2}+{\dot {r}}^{2}}}}
{\displaystyle v\!:} Bahngeschwindigkeit
{\displaystyle T\!:} wahre Anomalie
{\displaystyle r\!:} Bahnradius
Einfacher lässt sich die Bahngeschwindigkeit über den Hodograph {\displaystyle {\vec {\dot {r}}}} aus dem Flächensatz ableiten:
{\displaystyle v^{2}={\frac {C^{2}}{p}}\left({\frac {2}{r}}-{\frac {1}{a}}\right)}
{\displaystyle C\!:} spezifischer Drehimpuls als zentrale Kenngröße der Bewegung
{\displaystyle C=v_{\mathrm {max} }r_{\mathrm {min} }=v_{\mathrm {min} }r_{\mathrm {max} }}
{\displaystyle p\!:} Halbparameter als kennzeichnendes Bahnelement
{\displaystyle p=2{\frac {r_{\mathrm {min} }r_{\mathrm {max} }}{r_{\mathrm {min} }+r_{\mathrm {max} }}}={\frac {b^{2}}{a}}}
{\displaystyle a\!:} große Halbachse
{\displaystyle b\!:} kleine Halbachse
{\displaystyle {\frac {C^{2}}{p}}=GM} mit Gravitationskonstante {\displaystyle G} und Masse {\displaystyle M} des Zentralkörpers
Daraus folgen die Minimal- und Maximalgeschwindigkeit im Apozentrum und Perizentrum einer Ellipsenbahn:
{\displaystyle v_{\mathrm {max} }^{2}={\frac {C^{2}}{pa}}{\frac {1+e}{1-e}}}
{\displaystyle v_{\mathrm {min} }^{2}={\frac {C^{2}}{pa}}{\frac {1-e}{1+e}}}
{\displaystyle e\!:} numerische Exzentrizität.

### Weitere Zusammenhänge
Zwischen der wahren Anomalie {\displaystyle T,} der exzentrischen Anomalie {\displaystyle E} und der mittleren Anomalie {\displaystyle M} bestehen noch zahlreiche weitere Zusammenhänge, die in der langen Geschichte der Himmelsmechanik entwickelt wurden. Insbesondere lässt sich die wahre Anomalie – ohne Umweg über die Keplergleichung – direkt aus einer speziellen Differenzialgleichung in {\displaystyle M} errechnen, was für numerische Näherungsverfahren von Interesse ist.
Insbesondere kann auch hier die wahre Anomalie {\displaystyle T} durch die mittlere Anomalie {\displaystyle M} für kleine Exzentrizitäten genähert werden, es ergibt sich die nützliche Näherung
{\displaystyle T=M+2e\sin(M)+{\frac {5}{4}}e^{2}\sin(2M)+\cdots }
Die Differenz {\displaystyle T} − {\displaystyle M} heißt Mittelpunktsgleichung.

## Anwendung der Kepler-Gleichung bei der Zeitgleichung
Die Zeitgleichung wird im vorliegenden Artikel dennoch ausführlicher behandelt, weil ihre Berechnung mit der im Hauptartikel nicht in allen Teilen identisch, sondern eine Variante davon ist. Dort wird von den Bahnelementen der Sonne ausgegangen, die ab dem 1. Januar 2000 12:00 UTC auf den Tag der zu berechnenden Zeitgleichung hochzurechnen sind. Hier werden für den 1. Januar für bis zum Jahr 2025 vorausbestimmte sogenannte solare Basiswerte benutzt.
Die Hochrechnung bis zu einem Kalendertag im laufenden Jahr ist entsprechend kürzer.

Hier wird direkt mit der Keplergleichung gearbeitet, dort mit der von dieser abgeleiteten Mittelpunktsgleichung, was die Rechnung dort verkürzt.
In die Zeitgleichung geht der Ort der Erde auf ihrer elliptischen Bahn um die Sonne um 12:00 UTC des vorgegebenen Tages im Jahr ein. Diese wird mit Anwendung der Kepler-Gleichung als exzentrische Anomalie {\displaystyle E} ermittelt und in die „wahre Anomalie“ {\displaystyle T} umgerechnet. Nach dem Übergang zum geozentrischen Weltbild wird daraus die Folge der ungleichmäßigen Bahnfahrt (erste Zeitgleichungsursache) auf das von der Sonne abgeleitete Zeitmaß (Wahre Sonnenzeit WOZ) berechnet.

### Definitionen der Zeitgleichung
Erste Definition:
{\displaystyle \mathrm {(10)} \quad \mathrm {ZG} =\mathrm {WOZ} -\mathrm {MOZ} }
Dem Wert der wahren Ortszeit (WOZ) bzw. mittleren Ortszeit (MOZ) entspricht der jeweilige Stand der wahren bzw. einer fiktiven mittleren Sonne am Himmel (geozentrische Sichtweise). Da die Tageszeit im Zusammenhang mit der Drehung der Erde um ihre Achse steht, interessiert nur die jeweilige Rektaszension (nicht die Deklination) der Sonne(n). Die die gleichmäßig vergehende Zeit repräsentierende mittlere Sonne läuft auf dem Himmelsäquator um. Die Zeitgleichung ist proportional zur Differenz zwischen den Rektaszensionen {\displaystyle \alpha _{M}} der fiktiven mittleren und {\displaystyle \alpha } der realen wahren Sonne.
Zweite Definition:
{\displaystyle \mathrm {(11)} \quad {\text{ZG}}=4(\alpha _{M}-\alpha )}
Der Faktor 4 ergibt sich daraus, dass zwei Himmelskörper mit 1° Rektaszensionsdifferenz den Meridian im zeitlichen Abstand von 4 Minuten passieren. Die Reihenfolge der beiden Subtraktionsterme hat sich umgekehrt, weil die Richtungen für den Stundenwinkel {\displaystyle \tau } (ihm entsprechen WOZ und MOZ) und die Rektaszension {\displaystyle \alpha } zueinander entgegengesetzt definiert sind.

### Vorgehens-Übersicht
Die Keplergleichung wird im Anfangsteil der Berechnung der Zeitgleichung benutzt. Dabei wird im Heliozentrischen Weltbild verblieben.
Die vorgegebene Zeit {\displaystyle t} wird mit {\displaystyle M(t)} dargestellt. Mit Hilfe der Keplergleichung wird {\displaystyle E(t)} für {\displaystyle M(t)} errechnet.

Die Anwendung der Kepler-Gleichung endet hier.

Aus {\displaystyle E(t)} wird noch {\displaystyle V(t)} (erste der nebenstehenden Abbildungen, bei Kepler mit {\displaystyle T} bezeichnet) ermittelt, bevor ins geozentrische Weltbild gewechselt und die Herleitung der Zeitgleichung beendet wird.
Fortsetzung der Ermittlung der Zeitgleichung:

In der Zeitgleichung werden die Rektaszensionen {\displaystyle \alpha _{M}} und {\displaystyle \alpha } , deren Bezugspunkt der Frühlingspunk ist, gegenseitig verrechnet. Der Bezugswechsel vom Perihel zum Frühlingspunkt wurde noch vor dem Wechsel zum geozentrischen Weltbild (zweite der nebenstehenden Abbildungen) vorgenommen. Dabei entstand aus {\displaystyle V(t)} die ekliptikale Länge {\displaystyle \lambda ,} die im geozentrischen Weltbild 1:1 übernommen wird.

Anstatt der Anomalie {\displaystyle M(t)} des Perihels wird jetzt die Anomalie {\displaystyle L(t)} des Frühlingspunktes gebraucht.

### Anwendung der Kepler-Gleichung

Anomalien der Erde auf ihrer elliptischen Bahn um die Sonne zum Zeitpunkt t:
V – wahre, M – mittlere, E – exzentrische Anomalie
B – Sonne, X – Erde, Y – fiktive Erde, P – Perihel, A – Aphel, K – 1.-Jan.-Punkt
unten links: V und M als Funktionen der Zeit

Übergang von der heliozentrischen elliptischen Erdbahn (links, mit wahrer Erde X und fiktiver Erde Y) zur geozentrischen Sonnenbahn (Ekliptikkreis, rechts, mit wahrer Sonne S und fiktiver Sonne S')

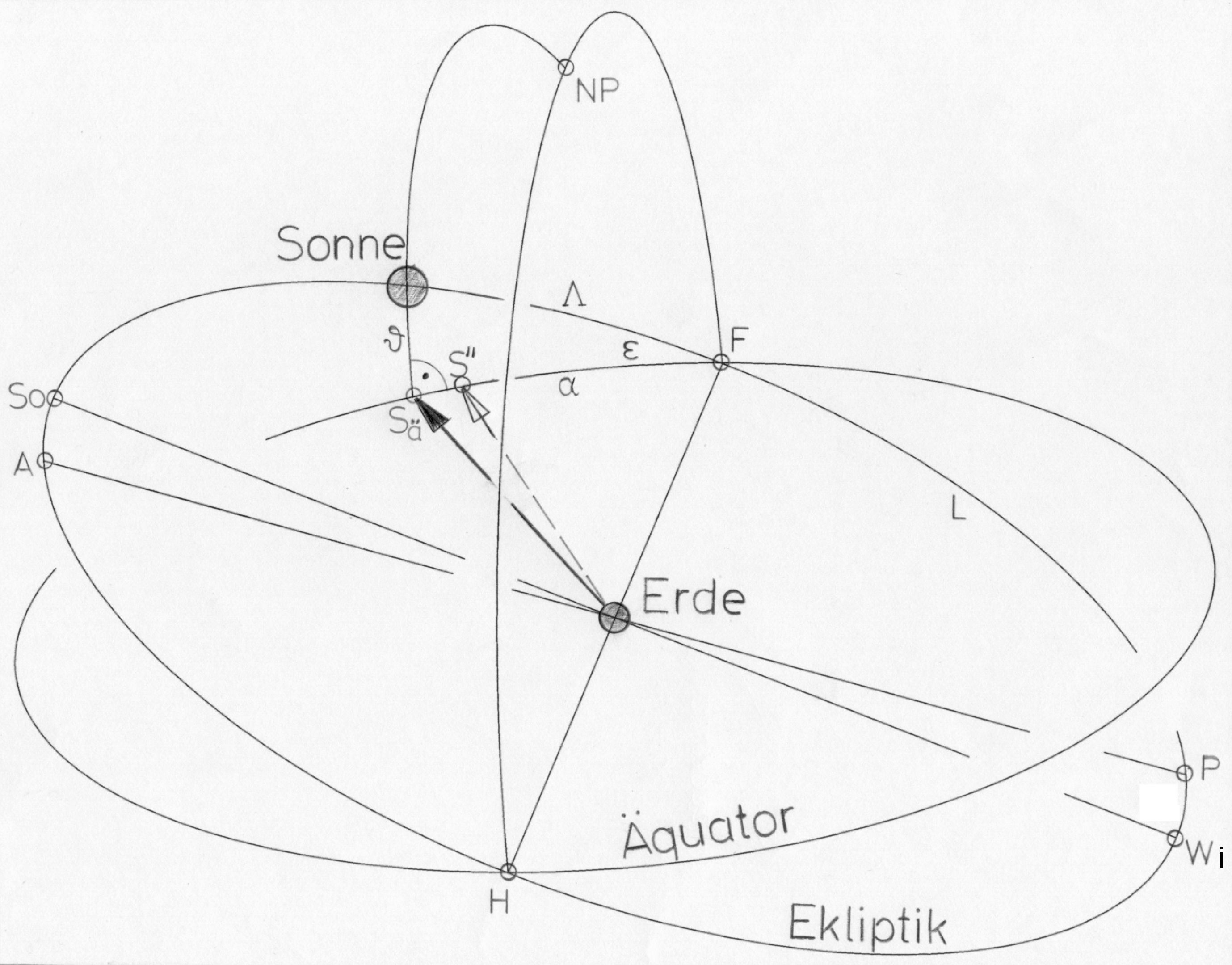
„Herunterholen“ der wahren Sonne auf den Äquator: Ermittlung ihres Rektaszensionswinkels α aus ihrem ekliptikalen Längenwinkel λ
S″: mittere Sonne auf dem Äquator

Mittlere Anomalie für den fiktiven Punkt {\displaystyle Y} :
Die in Gleichung {\displaystyle \mathrm {(1)} } allgemein formulierte mittlere Anomalie lautet im Zusammenhang mit der Zeitgleichung:
{\displaystyle \mathrm {(12)} \quad M(t)={\frac {360^{\circ }}{J_{\text{an}}}}(t-t_{P})}
{\displaystyle J_{\text{an}}}: anomalistisches Jahr zwischen zwei Passagen des Perihels
{\displaystyle t_{P}}: Zeitpunkt der Perihel-Passage
Bei Periheldurchgang hat die mittlere Anomalie folgenden Wert:
{\displaystyle \mathrm {(13)} \quad M_{0}=-{\frac {360^{\circ }}{J_{\text{an}}}}t_{P}}
Bei der Zeitgleichung ist es üblich, die Werte eines Kalenderjahres im entsprechenden Astronomischen Jahrbuch zu veröffentlichen. Der 1. Januar 12:00 (UT) des entsprechenden Jahres wird als Nullpunkt für {\displaystyle t} verwendet, sodass gegenwärtig für {\displaystyle t_{P}} etwa 2 bis 3 Tage und daraus für {\displaystyle M_{0}} etwa 2° bis 3° gelten. Es hat sich bequemerweise eingebürgert, den jeweils neuen Wert für {\displaystyle M_{0}} als eine sogenannte Jahreskonstante (eine der sogenanntewn Basiswerte, s. o.) im Voraus zu veröffentlichen.
Mit {\displaystyle M_{0}} und {\displaystyle t} ab 1. Januar 12:00 (UT) wird aus Gleichung {\displaystyle \mathrm {(12)} }:
{\displaystyle M(t)=M_{0}+{\frac {360^{\circ }}{J_{\text{an}}}}t}
Kepler-Gleichung:
{\displaystyle M(t)=E(t)-{\frac {180^{\circ }}{\pi }}e\sin(E(t))}
Mit der dem vorgegebenen Zeitpunkt entsprechenden mittleren Anomalie {\displaystyle M} und der Erdbahn-Exzentrizität {\displaystyle e} wird mit Hilfe der Kepler-Gleichung die exzentrische Anomalie {\displaystyle E} ermittelt.
Wahre Anomalie der Erde {\displaystyle X} :
Bei der Behandlung der Zeitgleichung wird für die wahre Anomalie meistens das Formelzeichen {\displaystyle V} (anstatt {\displaystyle T} wie oben) verwendet.
Die exzentrische Anomalie {\displaystyle E} führt in einer rein geometrischen Betrachtung in der Ellipse und in ihrem Umkreis (erste der nebenstehenden Abbildungen) wie folgt zur wahren Anomalie {\displaystyle V}:
{\displaystyle \tan \left({\frac {V(t)}{2}}\right)=\kappa \cdot \tan \left({\frac {E(t)}{2}}\right)}
{\displaystyle \mathrm {(14)} \quad \kappa ={\sqrt {\frac {1+e}{1-e}}}} … eine Ellipsenkonstante
Das Kepler-Problem ist mit der Ermittlung der wahren Anomalie der Erde gelöst. Im Folgenden wird die Ermittlung der Zeitgleichung abgeschlossen.

### Wahre Anomalie der Erde → Rektaszension der Sonne
Wahre Anomalie der Erde → ekliptikale Länge der Erde → ekliptikale Länge der Sonne:
Von der Erde aus gesehen spiegelt sich die Bewegung der Erde um die Sonne wider in der scheinbaren Bewegung der Sonne in der Ekliptik, dem Schnitt der Erdbahnebene mit der um die Erde als Mittelpunkt geschlagenen Richtungskugel (siehe zweite der nebenstehenden Abbildungen). Die ekliptikale Länge der Erde und die ekliptikale Länge der Sonne sind somit Synonyme mit dem Formelzeichen {\displaystyle \lambda }.
Bezugspunkt für die ekliptikale Länge (und auch der Rektaszension) ist gemäß allgemeinem Brauch der Frühlingspunkt. Die ekliptikale Länge {\displaystyle \lambda (t)} der Sonne wird erhalten, indem dem auf das Perihel der Erdbahn bezogenen Winkel {\displaystyle V(t)} der Winkel {\displaystyle L} zwischen Perihel P und dem dem Frühlingspunkt entsprechenden Ort (F) addiert wird:
{\displaystyle \mathrm {(15)} \quad \lambda (t)=V(t)+L}
Der Wert von {\displaystyle L} ist negativ. Unter den nahezu konstanten Grundgrößen ist {\displaystyle L} diejenige, die sich mit der Zeit wegen der relativ schnelleren Annäherung zwischen Frühlingspunkt bzw. Punkt (F) und Perihel am stärksten verändert. Sie wird deshalb nicht nur jährlich als sogenannte Jahreskonstante {\displaystyle L_{0}} neu gesetzt, sondern mit folgender Gleichung permanent verändert:
{\displaystyle \mathrm {(16)} \quad L(t)=L_{0}+{\tfrac {0{,}0172^{\circ }}{J_{\text{tr}}}}t}
Frühlingspunkt und Perihel nähern sich mit etwa {\displaystyle {\tfrac {0{,}0172^{\circ }}{J_{\text{tr}}}}}, wobei {\displaystyle J_{\text{tr}}} das tropische Jahr ist (Zeit für zwei aufeinanderfolgende Passagen des Frühlingspunkts bzw. des Punktes (F)). Unter Beachtung der Gleichung {\displaystyle \mathrm {(16)} } ist statt Gleichung {\displaystyle \mathrm {(15)} } zu schreiben:
{\displaystyle \mathrm {(17)} \quad \lambda (t)=V(t)+L_{0}+{\tfrac {0{,}0172^{\circ }}{J_{\text{tr}}}}t}
Der Wert von {\displaystyle L_{0}} ist negativ !
Ekliptikale Länge der Sonne → Rektaszension der Sonne:
Neben der Elliptizität der Erdbahn verursacht die zur Erdbahnebene nicht rechtwinklige Lage der Erdachse und ihre Richtungsänderung relativ zur Sonne die Zeitgleichung.
Die Rektaszension {\displaystyle \alpha } der Sonne lässt sich z. B. mit allgemein bekannten Transformationsgleichungen oder mit folgender einfachen Beziehung im entsprechenden rechtwinkligen sphärischen Dreieck (siehe dritte der nebenstehenden Abbildungen) aus der ekliptikalen Länge {\displaystyle \lambda } ermitteln:
{\displaystyle \mathrm {(18)} \quad \alpha (t)=\arctan(\tan(\lambda (t))\cdot \cos(\varepsilon ))}
{\displaystyle \varepsilon } ist die Schiefe der Erdachse: {\displaystyle \varepsilon =23{,}44^{\circ }}.

### Rektaszension der mittleren Sonne
Die Bewegung der mittleren Sonne S″ (dritte der rechts stehenden Abbildungen) auf dem Äquator macht die gleichmäßig vergehende Zeit gleich wie die der auf der Erdbahn umlaufenden fiktiven Erde (Punkt Y) anschaulich. Ihr Lauf ist möglichst eng an den der wahren Sonne zu koppeln, damit sie deren Lauf etwa „mittelt“. Das wurde mit folgender Definition erreicht:
{\displaystyle \mathrm {(19)} \quad \alpha _{M}(t)=L(t)+M(t)}
Wenn man die zeitliche Änderung von {\displaystyle L} vernachlässigt, gilt auch:
{\displaystyle \left(20\right)\quad \alpha _{M}(t)=L_{0}+M(t)}

### Zeitgleichung
Die beiden zur Anwendung der Zeitgleichung {\displaystyle \mathrm {(11)} } erforderlichen Rektaszensionen {\displaystyle \alpha _{M}} und {\displaystyle \alpha } sind gefunden.
{\displaystyle \mathrm {(11)} \quad {\text{ZG}}=4(\alpha _{M}-\alpha )}

### Zusammenfassung: Rechenschritte
- vorgegebener Zeitpunkt {\displaystyle t} {\displaystyle \rightarrow } Anomalie {\displaystyle M} des fiktiven Punktes {\displaystyle Y}
- {\displaystyle M} {\displaystyle \rightarrow } exzentrische Anomalie {\displaystyle E} des Punktes {\displaystyle X}
- {\displaystyle E} {\displaystyle \rightarrow } Anomalie {\displaystyle V}
- Systemwechsel heliozentrisch {\displaystyle \rightarrow } geozentrisch (Bezugspunkt: Perihel {\displaystyle \rightarrow } Frühlingspunkt; Anomalie {\displaystyle \rightarrow } ekliptikale Länge)
- vorgegebener Zeitpunkt {\displaystyle t} {\displaystyle \rightarrow } ekliptikale Länge {\displaystyle L} der auf der Ekliptik umlaufenden fiktiven Sonne
- {\displaystyle V} {\displaystyle \rightarrow } ekliptikale Länge {\displaystyle \lambda } der wahren Sonne
- {\displaystyle \lambda } {\displaystyle \rightarrow } Rektaszension {\displaystyle \alpha } der wahren Sonne
- {\displaystyle \alpha _{M}(t)=L} (Rektaszension {\displaystyle \alpha _{M}} der auf dem Äquator umlaufenden fiktiven Sonne = ekliptikale Länge {\displaystyle L} der auf der Ekliptik umlaufenden fiktiven Sonne)
- {\displaystyle {\text{ZG}}=\alpha _{M}-\alpha }

### Rechenbeispiel 1
Die Zeitgleichung für den 2. April 2015, 12:00 UT ({\displaystyle t=91\ {\text{d}}}) wird berechnet
Die Jahreskonstanten 2015 sind:
{\displaystyle M_{0}=-2{,}3705^{\circ }}
{\displaystyle J_{an}=365{,}259991\ {\text{d}}}
{\displaystyle J_{tr}=365{,}242907\ {\text{d}}}
{\displaystyle e=0{,}016703}
{\displaystyle \varepsilon =23{,}43734^{\circ }}
{\displaystyle L_{0}=-76{,}8021^{\circ }}
Die Rechnungen sind:
{\displaystyle M(t)=M_{0}+{\frac {360^{\circ }}{J_{\text{an}}}}t=87{,}3190^{\circ }}
{\displaystyle \mathrm {(16)} \quad L(t)=L_{0}+{\tfrac {0{,}0172^{\circ }}{J_{\text{tr}}}}t=-76{,}7978^{\circ }}
{\displaystyle M(t)=E(t)-{\frac {180^{\circ }}{\pi }}e\sin(E(t))\quad \rightarrow \quad E(t)=88{,}2756^{\circ }} Die Lösung erfolgte durch Iteration.
{\displaystyle \kappa ={\sqrt {\frac {1+e}{1-e}}}=1{,}0168445}
{\displaystyle \tan \left({\frac {V(t)}{2}}\right)=\kappa \tan \left({\frac {E(t)}{2}}\right)\quad \rightarrow \quad V(t)=89{,}2325^{\circ }}
{\displaystyle \mathrm {(17)} \quad \lambda (t)=V(t)+L(t)=12{,}4347^{\circ }}
{\displaystyle \mathrm {(18)} \quad \alpha (t)=\arctan(\tan(\lambda (t))\cdot \cos(\varepsilon ))=11{,}4369^{\circ }}
{\displaystyle \mathrm {(19)} \quad \alpha _{M}(t)=L(t)+M(t)=10{,}5212^{\circ }}
{\displaystyle \mathrm {(11)} \quad {\text{ZG}}(t)={\frac {4\ {\text{min}}}{^{\circ }}}(\alpha _{M}(t)-\alpha (t))=-3{,}6629\ {\text{min}}=-3\ {\text{min}}\ {\text{40}}\ {\text{s}}}
Die Zeitgleichung hat am 2. April 2015, 12:00 UT den Wert:
{\displaystyle {\text{ZG}}(91\ {\text{d}})=-3\ {\text{min}}\ {\text{40}}\ {\text{s}}}

### Rechenbeispiel 2
Die Zeitgleichung für den 1. Mai 2015, 12:00 UT ({\displaystyle t=120\ {\text{d}}}) wird berechnet.
Die Rechnungen sind:
{\displaystyle M(t)=M_{0}+{\frac {360^{\circ }}{J_{\text{an}}}}t=115{,}9014^{\circ }}
{\displaystyle \mathrm {(16)} \quad L(t)=L_{0}+{\tfrac {0{,}0172^{\circ }}{J_{\text{tr}}}}t=-76{,}7966^{\circ }}
{\displaystyle M(t)=E(t)-{\frac {180^{\circ }}{\pi }}e\sin(E(t))\quad \rightarrow \quad E(t)=116{,}7560^{\circ }} Die Lösung erfolgte durch Iteration.
{\displaystyle \kappa ={\sqrt {\frac {1+e}{1-e}}}=1,0168446}
{\displaystyle \tan \left({\frac {V(t)}{2}}\right)=\kappa \cdot \tan \left({\frac {E(t)}{2}}\right)\quad \rightarrow \quad V(t)=117{,}6074^{\circ }}
{\displaystyle \mathrm {(17)} \quad \lambda (t)=V(t)+L(t)=40{,}81075^{\circ }}
{\displaystyle \mathrm {(18)} \quad \alpha (t)=\arctan(\tan(\lambda (t))\cdot \cos(\varepsilon ))=38,38843^{\circ }}
{\displaystyle \mathrm {(19)} \quad \alpha _{M}(t)=L(t)+M(t)=39,10477^{\circ }}
{\displaystyle \mathrm {(11)} \quad {\text{ZG}}(t)={\frac {4\ {\text{min}}}{^{\circ }}}(\alpha _{M}(t)-\alpha (t))=2{,}8654\ {\text{min}}=2\ {\text{min}}\ {\text{52}}\ {\text{s}}}
Die Zeitgleichung hat am 1. Mai 2015, 12:00 UT den Wert:
{\displaystyle {\text{ZG}}(120\ {\text{d}})=2\ {\text{min}}\ {\text{52}}\ {\text{s}}}

### Zeitgleichungswerte für die Passage ausgezeichneter Bahnpunkte
Vom Kalender und damit von der Jahreskonstanten {\displaystyle M_{0}} unabhängig sind Zeitgleichungswerte für die Passage ausgezeichneter Punkte durch die Erde auf ihrer Bahn (beziehungsweise durch die Sonne auf der Ekliptik): Frühlings-, Sommer-, Herbst- und Winteranfangspunkt, Perihel und Aphel.
|          | F-Anfang | S-Anfang | H-Anfang | W-Anfang | Perihel | Aphel    |
| -------- | -------- | -------- | -------- | -------- | ------- | -------- |
| λ/°      | 0        | 90       | 180      | 270      | L0      | L0 + 180 |
| ZG/min   | −7,44    | −1,74    | +7,48    | +1,70    | −4,50   | −4,50    |
| tP/d **) | 76,234   | 168,990  | 262,641  | 352,485  | 0       | 182,621  |

*) Die Werte gelten für das Jahr 2004 mit {\displaystyle L_{0}=-76{,}99^{\circ }} und {\displaystyle J_{tr}=365{,}2428\ {\text{d}}}.

**) Die angegebenen Zeiten beziehen sich auf den Periheldurchgang, nicht wie in obigem Beispiel auf den 1. Januar 12:00 UT.
Ihre Berechnung ist einfacher, als die für beliebige Zeitpunkte, weil die Kepler-Gleichung {\displaystyle E=f(M)} nicht gelöst werden muss. Von der vorgegebenen ekliptikalen Länge {\displaystyle \lambda } eines der ausgezeichneten Punkte ist leicht zur wahren (Gl. {\displaystyle \mathrm {(15)} }) und weiter zur exzentrischen Anomalie zu finden. Aus Letzterer folgt mit der umgestellten Kepler-Gleichung {\displaystyle M=f(E)} die mittlere Anomalie, also der Bahnpunkt der fiktiven mittleren Erde. Die ekliptikale Länge des Perihels zu Letzterer addiert (Gl. {\displaystyle \mathrm {(19)} }) ist die gesuchte mittlere Rektaszension {\displaystyle \alpha _{M}} (Minuend in der Zeitgleichung {\displaystyle \mathrm {(11)} }). Die wahre Rektaszension {\displaystyle \alpha } (Subtrahend) ist bei den Punkten Frühling bis Winter mit deren ekliptikaler Länge {\displaystyle \lambda } identisch. Nur bei den Punkten Perihel und Aphel ergibt die Koordinatentransformation (Gl. {\displaystyle \mathrm {(18)} }) kleine Werteunterschiede.
Bei der Vorgehensweise, die Berechnung mit einer vorgegebenen ekliptikalen Länge bzw. einer vorgegebenen wahren Anomalie zu beginnen, erhält man neben der Zeitgleichung auch die seit der Perihelpassage der Erde vergangene Zeit. Das ist die Zeit, die die mittlere Anomalie repräsentiert und sie wird aus dem Zwischenergebnis für die mittlere Anomalie {\displaystyle M} mit Hilfe der entsprechend umzustellenden Gleichung {\displaystyle \mathrm {(12)} } errechnet.
Diese Vorgehensweise wird gelegentlich auch für die allgemeine Arbeit empfohlen, Zeitgleichungstabellen zu ermitteln. Man erspart sich dabei das aufwändige Lösen der Kepler-Gleichung, findet zu Werten für gewünschte Zeitpunkte aber nur durch Probieren oder bei genügender Ergebnisdichte durch Interpolieren.

## Anmerkung
1. ↑  Als Zeitgleichung wird sowohl eine der beiden folgenden mathematischen Gleichungen, als auch ihr Wert zu einem bestimmten Zeitpunkt bezeichnet.
Letzteres entspricht der alten Bedeutung von „Gleichung“ als „zuzufügende Korrektur“. Bei der Zeitkorrektur ist es der der wahren Ortszeit hinzuzufügende Wert, um zur mittleren Ortszeit zu finden. Dabei ist zu beachten, dass früher die umgekehrte Differenz betrachtet wurde: {\displaystyle \mathrm {\mathrm {ZG} } =\mathrm {MOZ} -\mathrm {WOZ} } >>> {\displaystyle \mathrm {WOZ} +\mathrm {ZG} =\mathrm {MOZ} .}